# Lionel Hampton
Lionel Leo Hampton (Louisville, Kentucky, 20 de Abril de 1908 – Nova Iorque, 31 de Agosto de 2002), foi um músico de jazz norte-americano. Considerado como o primeiro vibrafonista do jazz, também tocou piano, bateria, percussão e foi líder de bandas. Ao longo da sua vida, Hampton tocou com os grandes nomes do jazz desde Benny Goodman e Buddy Rich, a Charlie Parker e Quincy Jones. Em 1992 entrou para o Alabama Jazz Hall of Fame. Faleceu em 31 de agosto de 2002. Encontra-se sepultado no Cemitério de Woodlawn, Bronx, Nova Iorque nos Estados Unidos.

## Prémios
- 2001 - "Lenda" no Festival de Música e Jazz de Harlem
- 1996 - Medalha Nacional de Artes entregue pelo presidente Bill Clinton
- 1995 - Comissário Honorário dos Direitos Civis entregue por George Pataki
- 1995 - Doutoramento "Honoris causa" pelo Conservatório de Música de Nova Inglaterra
- 1993 - Doutoramento "Honoris causa" pela Universidade da Costa Leste de Maryland
- 1992 - Incluído no Alabama Jazz Hall of Fame
- 1992 - "Contribuição para a Vida Cultural da Nação" pelo Centro de Artes Dramáticas John F. Kennedy
- 1988 - Legado Nacional para as Artes da Associação de Mestres de Jazz
- 1988 -  Quadro de Honra da Associação Nacional de Educadores de Jazz
- 1987 - Doutoramento "Honoris causa" em Humanidades pela Universidade de Idaho
- 1987 - Memorial Roy Wilkins da NAACP
- 1986 - "One of a Kind" pela Broadcast Music, Inc.
- 1984 - Jazz Hall of Fame do Instituto de Estudos de Jazz
- 1984 - Doutoramento "Honoris causa" em Música pela Universidade do Sul da Califórnia
- 1983 - Festival de Televisão e Filmes de Nova Iorque
- 1983 - Doutoramento "Honoris causa" em Humane Letters pela Universidade do Estado de Nova Iorque
- 1982 - "Estrela" do Passeio da Fama de Hollywood
- 1981 - Doutoramento "Honoris causa" em Humanidades pela Universidade Rowan
- 1979 - Doutoramento "Honoris causa" em Música pela Universidade Howard
- 1978 - Medalha de Bronze da cidade de Nova Iorque
- 1976 - Doutoramento "Honoris causa" em Humanidades pela Universidade Daniel Hale Williams
- 1975 - Doutoramento "Honoris causa" em Música pela Universidade Xavier do Louisiana
- 1974 - Doutoramento "Honoris causa" em Belas-Artes pela Universidade Pepperdine
- 1968 - Medalha Papal pelo papa Papa Paulo VI
- 1966 - Medalha George Frideric Handel
- 1957 - Embaixador Americano da Boa-vontade pelo presidente Dwight D. Eisenhower
- 1954 - Cidadão de Israel

## Discografia
| Ano     | Álbum                                                         | Notas                                                                                              | Gravadora                              |
| ------- | ------------------------------------------------------------- | -------------------------------------------------------------------------------------------------- | -------------------------------------- |
| 1937–39 | Benny Goodman -The Complete RCA Victor Small Group Recordings | -                                                                                                  | RCA Records                            |
| 1937–39 | Hot Mallets, Vol. 1                                           | -                                                                                                  | Bluebird Records                       |
| 1937–39 | The Jumpin Five, Vol. 2                                       | -                                                                                                  | Bluebird Records                       |
| 1938    | The Famous 1938 Carnegie Hall Jazz Concert                    | como apoio a Benny Goodman                                                                         | Columbia Records                       |
| 1939–40 | Tempo and Swing                                               | com Ben Webster, Coleman Hawkins e Nat "King" Cole                                                 | Bluebird Records                       |
| 1944    | Star Dust                                                     | a famosa "Just Jazz" jam session                                                                   | Verve Records                          |
| 1947    | with the Just Jazz All Stars                                  | Charlie Shavers, Willie Smith, Corky Corcoran, Milt Buckner, Slam Stewart, Jackie Mills, Lee Young | Vogue 78s/London Records 1972 transfer |
| 1953–54 | The Lionel Hampton Quintet                                    | com DeFranco e Peterson. Inclui um jam de 17 minutos em "Flyin Home".                              | Verve Records                          |
| 1955    | Hamp and Getz                                                 | | Verve Records                          |
| 1958    | The Golden Vibes                                              | | Columbia Records                       |
| 1958    | Lionel                                                        | | Audio Fidelity                         |
| 1960    | Silver Vibes                                                  | com Trombones And Rhythms (Trombone Quartet)                                                       | Columbia Records                       |
| 1963    | Benny Goodman Together Again!                                 | reunião de Lionel Hampton, Teddy Wilson e Gene Krupa                                               | Columbia Records                       |
| 1963    | You Better Know It!!!                                         | com Clark Terry, Ben Webster, Hank Jones, Milt Hinton, Osie Johnson                                | Impulse! Records                       |
| 1972    | Please Sunrise                                                | | Brunswick Record Corporation           |
| 1988    | Mostly Blues                                                  | | Jazz Heritage Society                  |
| 1991    | Live at the Blue Note                                         | com vários amigos incluindo o trombonista Al Grey                                                  | Columbia Records                       |

Compilações
| Ano   | Álbum                    | Notas                     | Gravadora  |
| ----- | ------------------------ | ------------------------- | ---------- |
| 39–56 | Greatest Hits            | Selecção de vários álbuns | RCA Victor |
| 42–63 | Hamp!                    | -                         | GRP/Decca  |
| 37–63 | The Lionel Hampton Story | Selecção de vários álbuns | Proper     |

## Filmografia
| Ano  | Filme                            | Papel     | Realizador         | Género          |
| ---- | -------------------------------- | --------- | ------------------ | --------------- |
| 1933 | Girl Without A Room              | o próprio | Ralph Murphy       | Comédia         |
| 1936 | Pennies From Heaven              | o próprio | Norman Z. McLeod   | Comédia/Musical |
| 1937 | Hollywood Hotel                  | o próprio | Busby Berkeley     | Musical/Romance |
| 1938 | For Auld Lang Syne               | o próprio | ?                  | Documentário    |
| 1948 | A Song Is Born                   | o próprio | Howard Hawks       | Comédia/Musical |
| 1949 | Lionel Hampton and His Orchestra | o próprio | Will Cowan         | Musical         |
| 1955 | Musik, Musik and nur Musik       | o próprio | Ernst Matray       | Comédia         |
| 1955 | The Benny Goodman Story          | o próprio | Valentine Davies   | Drama           |
| 1957 | Mister Rock and Roll             | o próprio | Charles S. Dubin   | Drama/Musical   |
| 1980 | But Then She's Betty Carter      | o próprio | Michelle Parkerson | Documentário    |